# Nguyễn Tuấn Anh
Nguyễn Tuấn Anh (ur. 16 maja 1995 w Thái Bình) – wietnamski piłkarz występujący na pozycji pomocnika, zawodnik Hoàng Anh Gia Lai. Reprezentant Wietnamu.

## Życiorys

### Kariera klubowa
Od 2015 roku występuje w Hoàng Anh Gia Lai z V.League 1, skąd w 2016 wypożyczony był do japońskiego klubu Yokohama FC z J2 League.

### Kariera reprezentacyjna
Reprezentant Wietnamu w kategoriach: U-19 i U-23.
W seniorskiej reprezentacji Wietnamu zadebiutował 24 marca 2016 na stadionie Mỹ Đình (Hanoi) w wygranym 4:1 meczu eliminacyjnym do Mistrzostw Świata w Piłce Nożnej 2018 przeciwko Tajwanowi.

## Sukcesy

### Reprezentacyjne
Wietnam U-19
- Zdobywca drugiego miejsca w AFF U-19 Youth Championship: 2013, 2014[3]
- Zdobywca drugiego miejsca w Hassanal Bolkiah Trophy: 2014[3]

Wietnam
- Zdobywca drugiego miejsca w Pucharze Króla Tajlandii: 2019[8]

### Indywidualne
- Najlepszy piłkarz do lat 21 wietnamskiej piłki nożnej: 2014[6]